# مسابقه آواز یوروویژن ۲۰۰۰
مسابقه آواز یوروویژن ۲۰۰۰ ۴۵مین دوره از مسابقات آواز یوروویژن بود که در اریکسون گلوب
استکهلم، سوئد برگزار شد.